# Camellia kucha
Camellia kucha là một loài thực vật có hoa trong họ Theaceae. Loài này được Hung T. Chang mô tả khoa học đầu tiên năm 2008.